# Ahmad Siyar Qasimi
Ahmad Siyar Qasimi (født 1986 i Kabul i Afghanistan) er en dansk billedkunstner med afghansk baggrund. Hans malerier og tegninger beskæftiger sig ofte med forholdet mellem det smukke og det tragiske. Værkerne tager afsæt i de moderne massemedier, men citerer også kunsthistorien.

## Privatliv
Qasimi kom til Danmark som 17-årig sammen med sine forældre, da familien flygtede fra Afghanistan. Siden har han arbejdet og boet i Danmark.
Qasimi er dansk gift.

## Uddannelse
Qasimi studerede ved Det Kongelige Danske Kunstakademi fra 2008 til 2014, hvor han tog afgangseksamen.

## Arbejde og udstillinger
Qasimi bor og arbejder i København. Han har blandt andet udstillet på Arken, Trapholt, Willumsens Museum, i Rundetårn og på Kunsthal Charlottenborg. Han repræsenterede Danmark ved JCE Biennalen 2017-2019 og har stået for udsmykning af Solrød Gymnasium.
I 2020 fik han Statens Kunstfonds arbejdslegat på 100.000 kr.
I 2021 blev han tildelt Remmen Fondens Kunstpris, og i 2024 modtog han Ny Carlsbergfondets kunstnerlegat på 400.000 kr.